# Fishing Creek (Maryland)
 (juillet 2025).
Fishing Creek est une census-designated place située dans le comté de Dorchester, dans l’État du Maryland, aux États-Unis. Lors du recensement de 2020, elle comptait 173 habitants.